# Charneux (Jalhay)
Charneux is een plaats in de gemeente Jalhay in de Belgische provincie Luik.